# アミターブ・バッチャン
アミターブ・バッチャン（Amitabh Bachchan、1942年10月11日 - ）は、インドの俳優、映画プロデューサー、テレビ司会者、プレイバックシンガー、元政治家。1970年代からボリウッドで人気俳優の地位を確立し、その役柄から「怒れる若者（angry young man）」と呼ばれた。この他にも「ボリウッドのシャーハーン・シャー（出演作『Shahenshah』が由来）」、「Sadi ka Mahanayak（意味：世紀の大俳優）」、「スター・オブ・ミレニアム（Star of the Millennium）」、「ビッグB（Big B）」とも呼ばれている。2020年時点で個人資産は4億ドルと報じられている。
50年以上のキャリアの中で200本以上の映画に出演しており、インド映画史上最も偉大な俳優の一人に挙げられている。また、1970年代から1980年代にかけてインド映画の中心的存在であり、フランソワ・トリュフォーからは「一人だけの産業（one-man industry）」と称された。彼はインド亜大陸だけではなくアフリカ（南アフリカ共和国、モーリシャス）、中東（アラブ首長国連邦、エジプト）、イギリス、ロシア、カリブ海地域（ガイアナ、スリナム、トリニダード・トバゴ）、オセアニア（フィジー、オーストラリア、ニュージーランド）、アメリカ合衆国でも高い人気を集めている。

## 生い立ち

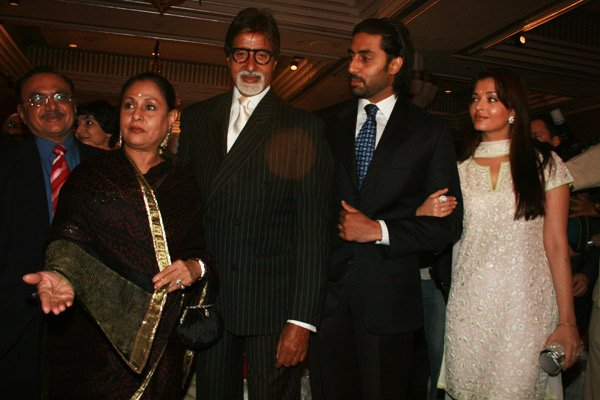
バッチャン家（左から妻ジャヤー、アミターブ、息子アビシェーク、息子の妻アイシュワリヤー）

イラーハーバード出身。父方の祖先は現在のウッタル・プラデーシュ州プラタープガル県バープパッティの出身である。母テージ・バッチャンは社会活動家であり、ライオールプル出身のパンジャーブ人シク教徒である。父ハリヴァンシュ・ラーイ・バッチャンはアワディー人ヒンドゥー教徒の詩人で、アワディー語、ヒンディー語、ウルドゥー語に堪能だった。
ハリヴァンシュは息子に「インクイラーブ (Inquilaab)」と名付けた。これはインド独立運動時のスローガンの一つだった「インクイラーブ・ジンダバード（意味：革命万歳）」に由来しているが、詩人仲間のスミトラナンダン・パントの提案で名前を「アミターブ (Amitabh)」に変更した。ザ・タイムズ・オブ・インディアによると、名前は「死ぬことのない光」を意味している。一家の姓は「シュリーヴァースタヴァ (Srivastava)」だったが、ハリヴァンシュはペンネームである「バッチャン (Bachchan)」を日常的に名乗っていた。アミターブが俳優デビュー時に名乗ったのも「バッチャン」であり、やがて「バッチャン」はアミターブの近親者が姓として名乗るようになった。アミターブは2003年に父と死別し、2007年には母と死別している。
アミターブはナイニタールのシェアウッド大学を卒業し、後にデリー大学のキロリマル・カレッジに進んだ。テージは演劇に関心を持ち長編映画にも出演している。彼女は息子が「センターステージに立つべき」と常に主張しており、アミターブのキャリア選択に影響を与えた。
アミターブは自分の人生に最も大きな影響を与えた存在としてディリープ・クマールを挙げており、特に『Gunga Jumna』の演技から多くのことを学んだと語っている。アミターブは「イラーハーバードやウッタル・プラデーシュ州出身ではない男」がアワディー語のニュアンスを正確に全て発音できるほどに習得していた点に畏敬の念を抱いたという。彼はディリープ・クマールのメソッド演技法のスタイルを取り入れて再構築し、この技法を極めることで彼の最も有名な「怒れる若者」のスタイルを確立した。

## キャリア

### 1969年 - 1972年

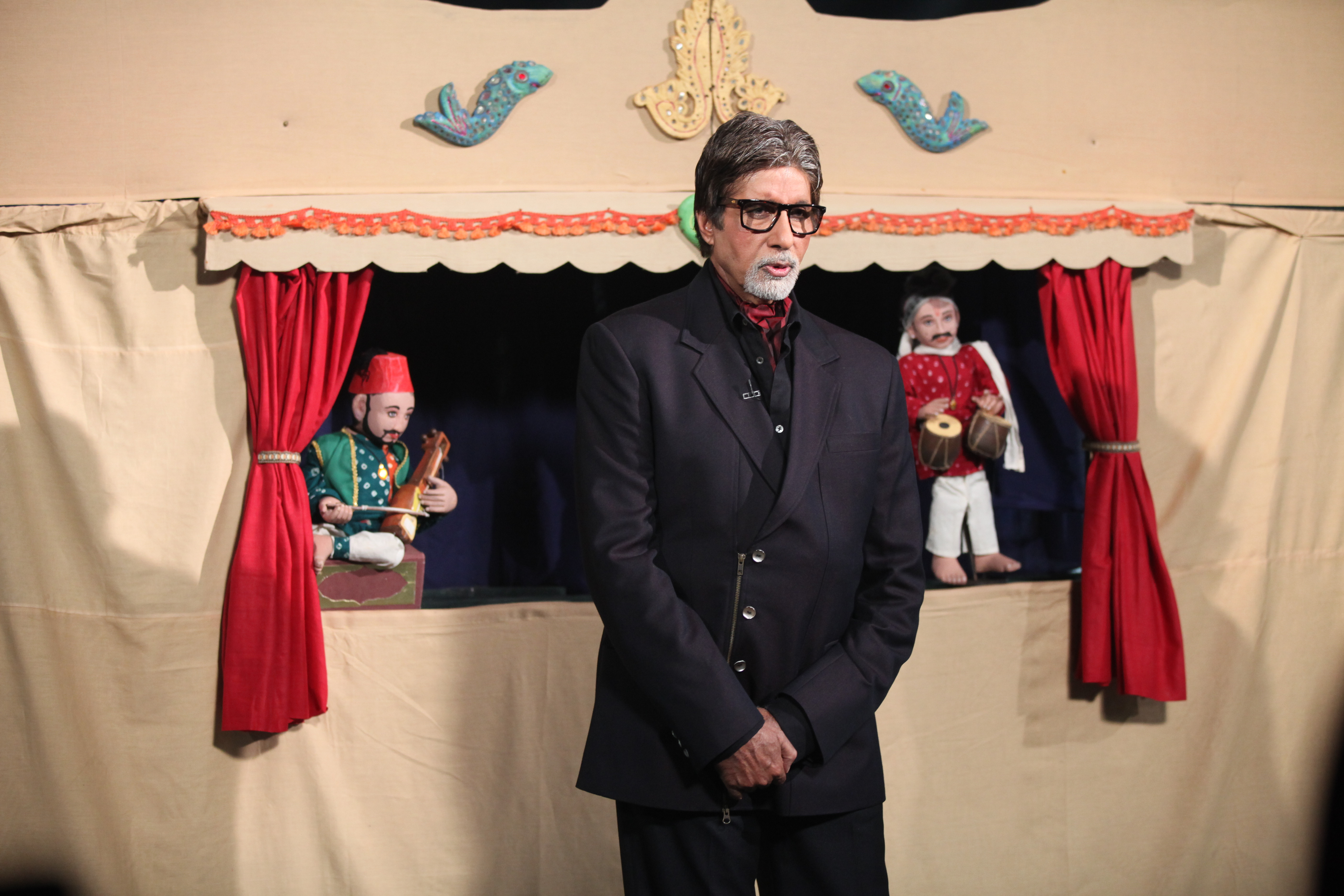
ラームダス・パディエが150年前に製作した人形について解説するアミターブ・バッチャン

1969年にムリナール・セーンの『ソーム旦那の話』でナレーションを務め、映画デビューした。初めてキャラクターを演じたのは同年11月の『Saat Hindustani』であり、同作ではウタパル・ダット、アンワル・アリー、マドゥ、ジャラール・アガーと共演した。
1971年にリシケーシュ・ムカルジーの『Anand』でラージェーシュ・カンナーと共演した。アミターブは同作で演技を高く評価され、フィルムフェア賞 助演男優賞を受賞した。同年6月の『Parwana』で初めて主役に起用され、同年7月に『Reshma Aur Shera』でワヒーダー・ラフマーン、スニール・ダットと共演した。同年9月には『Guddi』にゲスト出演し、後に妻となるジャヤー・バードリーと共演した。1972年3月に『Bombay to Goa』に出演し、同作は一定の興行的成功を収めた。同年7月には『Bawarchi』でナレーションを務めた。初期のアミターブの俳優キャリアは成功作に恵まれなかったが、次第にその状況は変化していった。この時期に興行的な成功を収めた出演作は、マーラー・シンハーと共演した『Sanjog』のみだった。

### 1973年 - 1974年
アミターブは30歳までの間に出演した作品のうち12本が興行的に失敗し、成功作は『Bombay to Goa』『Anand』の2本のみであり、映画業界からは「失敗した新人」と認識されていた。こうした不遇のキャリアは、彼の才能を見出したサリーム＝ジャーヴェードによって大きな変化を迎えた。サリーム・カーンは1973年に脚本・原案を手掛けた『Zanjeer』で主人公に「怒れる若者」の要素を与え、監督のプラカーシュ・メーヘラーは脚本に可能性を見出して採用し、ジャーヴェード・アクタルが共同脚本を手掛けている。しかし、当時の映画業界で支配的だった「ロマンティック・ヒーロー」から外れた「怒れる若者」の役を受け入れる俳優は存在せず、キャスティングは難航した。そんな中でサリーム＝ジャーヴェードが発掘したのがアミターブであり、彼について「他の製作者が発見できなかった彼の才能を見付けました。彼は異例の存在で、出来の悪い映画に出演する天才俳優だったのです」と語っている。また、サリーム・カーンは「私たちはアミターブが『Zanjeer』にとって理想的なキャスティングであると強く感じていた」とも語っている。彼はプラカーシュ・メーヘラーにアミターブを紹介し、サリーム＝ジャーヴェードはアミターブを主役に起用するように主張した。
『Zanjeer』は暴力的なアクション要素を含むクライム映画であり、それ以前に一般的だったロマンティック要素が含まれた映画とは一線を画し、アミターブをボリウッドの「怒れる若者」として広く知らしめることになった。同作での演技はボリウッド史上最も象徴的な演技の一つとされており、アミターブは同作の演技で初めてフィルムフェア賞 主演男優賞にノミネートされた。また、同作は1973年公開のインド映画で最も興行的な成功を収めた作品の一つとなり、これによりアミターブの不遇のキャリアは終わりを迎え、彼をスター俳優に押し上げた。『Zanjeer』はアミターブとサリーム＝ジャーヴェードの最初のコラボ作品となり、サリーム＝ジャーヴェードはこれ以降の脚本の多くを「アミターブ主演」を前提として執筆するようになり、実際に脚本家として参加する際には彼を主役に起用するように製作者に求めた。また、サリーム・カーンは多くの映画でコンビを組んだマンモハン・デサイにアミターブを紹介している。
最終的にアミターブは映画業界で最も成功した主演俳優の一人となった。彼は『Zanjeer』『Deewaar』『Trishul』『Kaala Patthar』『Shakti』などで演じた歪んだ体制と貧困に戦いを挑む「不正義のヒーロー」という描写が、当時の貧困・腐敗・飢餓などの社会的不平等に不満を抱く若者の間で人気を博した。これにより、アミターブはジャーナリストから「怒れる若者」のキャッチフレーズを付けられ、1970年代に流行したアンチ・エスタブリッシュメントの隠喩となった。1973年はアミターブとジャヤー・バードリーが結婚した年でもあり、2人は『Abhimaan』など多くのヒット作で共演している。同年11月には『Namak Haraam』で再びラージェーシュ・カンナーと共演し、フィルムフェア賞助演男優賞を受賞している。
1974年は『Kunwara Baap』『Dost』にゲスト出演し、『Roti Kapda Aur Makaan』では助演俳優としてマノージュ・クマールと共演し、同作は1974年公開のインド映画で最も興行的な成功を収めた映画となった。同年12月には『Majboor』では主役を務め、興行的な成功を収めた。

### 1975年 - 1988年
1975年は『Chupke Chupke』『Faraar』『Mili』など様々なジャンルの映画に出演した。また、この年はサリーム＝ジャーヴェードによって描かれたボリウッド史上における重要な映画にキャスティングされた年でもある。一つはヤシュ・チョープラーの『Deewaar』であり、共演者にはシャシ・カプール、ニルパ・ロイ、パルヴィーン・バビ、ニートゥー・シンがいる。同作は1975年公開のインド映画興行成績第4位となり、アミターブはフィルムフェア賞主演男優賞にノミネートされた。インディアタイムズ・ムービーズでは同作を「観るべきボリウッド映画トップ25」の一つに選んでいる。もう一つはラメーシュ・シッピーの『炎』であり、同作は当時のインド歴代最高興行成績を記録している。両作の成功はアミターブをボリウッドのスーパースターの地位に押し上げ、1970年代から1980年代にかけて彼が映画業界の頂点に君臨するきっかけになった。1999年にBBCは『炎』を「千年に一度の映画」と評価し、インディアタイムズ・ムービーズでも両作を「観るべきボリウッド映画トップ25」に選んでいる。2005年には第50回フィルムフェア賞で『炎』が特別賞であるベスト・フィルム50イヤーを受賞した。
1976年に『Kabhie Kabhie』で主演を務めた。アミターブは詩人アミット・マルホートラ役を演じ、ラーキー・グルザールと共演した。同作はボリウッドで主流のロマンティック映画であり、アミターブとしては珍しく「怒れる若者」ではなく「ロマンティック・ヒーロー」を演じている。彼の演技は批評家や観客から好意的に評価され、フィルムフェア賞主演男優賞にノミネートされた。1977年の『Adalat』では一人二役で父子役を演じており、『Amar Akbar Anthony』ではヴィノード・カンナー、リシ・カプールと共演して3人目の主要キャラクターのアンソニー役を演じ、最初のフィルムフェア賞主演男優賞を受賞している。『Amar Akbar Anthony』は1977年公開のインド映画祭興行成績を記録し、この他に『Parvarish』『Khoon Pasina』に出演している。1978年に『Kasme Vaade』（アミット役、シャンカル役）、『ドン』（ドン役、ヴィジャイ役）で一人二役を演じ、『ドン』での演技は高く評価されフィルムフェア賞主演男優賞を受賞した。さらに『Trishul』『Muqaddar Ka Sikandar』ではフィルムフェア賞主演男優賞にノミネートされた。この年はヒット作6本（『Muqaddar Ka Sikandar』『Trishul』『ドン』『Kasme Vaade』『Ganga Ki Saugandh』『Besharam』）に出演し、アミターブのキャリアの中で最も興行的な成功を収めた年となった。
1979年に主演を務めた『Suhaag』は、同年公開のインド映画興行成績第1位となった。この他に『Mr. Natwarlal』『黒いダイヤ』『The Great Gambler』『Manzil』でそれぞれ批評的・興行的な成功を収めている。レーカーと共演した『Mr. Natwarlal』で初めて歌声を披露し、同作でフィルムフェア賞主演男優賞とフィルムフェア賞 男性プレイバックシンガー賞にノミネートされた。また、『黒いダイヤ』でもフィルムフェア賞主演男優賞にノミネートされた。1980年にラージ・コースラーの『Dostana』でシャトルガン・シンハー、ジーナット・アマンと共演し、同作でもフィルムフェア賞主演男優賞にノミネートされ、1980年公開のインド映画興行成績第1位となっている。1981年にはヤシュ・チョープラーの恋愛映画『Silsila』で妻ジャヤー、レーカと共演した。この時期には他に『Shaan』『Ram Balram』『Naseeb』『Laawaris』『Kaalia』『Yaarana』『Barsaat Ki Ek Raat』『Shakti』に出演している。1982年には『Satte Pe Satta』『Desh Premee』で一人二役を演じ、『Namak Halaal』『Khud-Daar』『Bemisal』などのヒット作に出演した。1983年に出演した『Mahaan』では3役を演じており、この他に『Nastik』『Andha Kanoon』に出演し、『Pukar』は平均的な興行成績に終わっている。政治活動に従事していた1984年から1987年の間には『Mard』『Aakhree Raasta』が公開され、両作とも興行的な成功を収めている。

#### 撮影中の事故
1982年7月26日、アミターブは『Coolie』に出演し、ベンガルールにある大学のキャンパスでプニート・イッサルとのアクションシーンを撮影中に腹部に重傷を負った。彼はスタントマンを用いず自分でアクションシーンを演じ、テーブルに落下するシーンを撮影していた。しかし、テーブルの角に腹部をぶつけたことで脾臓破裂を起こした。アミターブは脾臓の摘出手術を受けるため緊急入院し、そのまま数か月間生死の境を彷徨うことになった。彼の事故・入院が報じられると、ファンたちは彼の回復を祈るため各地の寺院に殺到し、中には「自分の手足と引き換えにバッチャンを救って欲しい」と申し出るファンも現れた。アミターブが回復するまでの間、入院中の病院前には大勢のファンが押し寄せていた。
退院したアミターブは、その年の後半から撮影に復帰した。『Coolie』は1983年に公開されたが、アミターブの事故が大きく報じられたこともあり興行的な成功を収め、同年公開のインド映画興行成績第1位となった。監督のマンモハン・デサイは事故が起きたことで『Coolie』の結末を変更した。当初の脚本ではアミターブが演じるイクバールは映画のラストで殺される予定だったが、完成された映画ではイクバールは生存している。デサイは脚本の変更について、「実際に死の淵から生還したばかりの男がスクリーン上で殺されるのは不適切だと思った」と語っている。また、映画ではアクションシーンが流れる場面で映像が停止し、アミターブの負傷と事故の経過が字幕表示された。
この事故が原因でアミターブは重症筋無力症を発症した。これにより精神的・肉体的な影響が出たアミターブは俳優業から離れ、政治活動に乗り出した。彼は病気が原因で悲観的になり、新作映画が公開されるたびに「この映画は失敗だ!」と口にするようになった。

### 1988年 - 1992年
1984年から1987年にかけて政治活動に従事したアミターブは、1988年の『Shahenshah』で映画業界に復帰して興行的な成功を収めた。しかし、1989年に出演した『Jaadugar』『Toofan』『Main Azaad Hoon』は全て興行的に失敗したため、アミターブのスーパースターの地位は大きく揺らいだ。続けて出演した『Aaj Ka Arjun』『Hum』では成功を収め、アミターブはフィルムフェア賞主演男優賞を受賞したが、これ以降の出演作は興行的に失敗し、彼のキャリアは低迷を続けた。こうした中で1990年に出演した『火の道』では国家映画賞 主演男優賞を受賞している。
1992年に『Khuda Gawah』に出演した後、アミターブは5年間新作映画への出演を控えた。この期間中は数本の映画へのゲスト出演やプロデューサーとしての活動を除くと、1994年に出演した『Insaniyat』が唯一の主演作だったが、同作は興行的に失敗している。

### 1996年 - 1999年

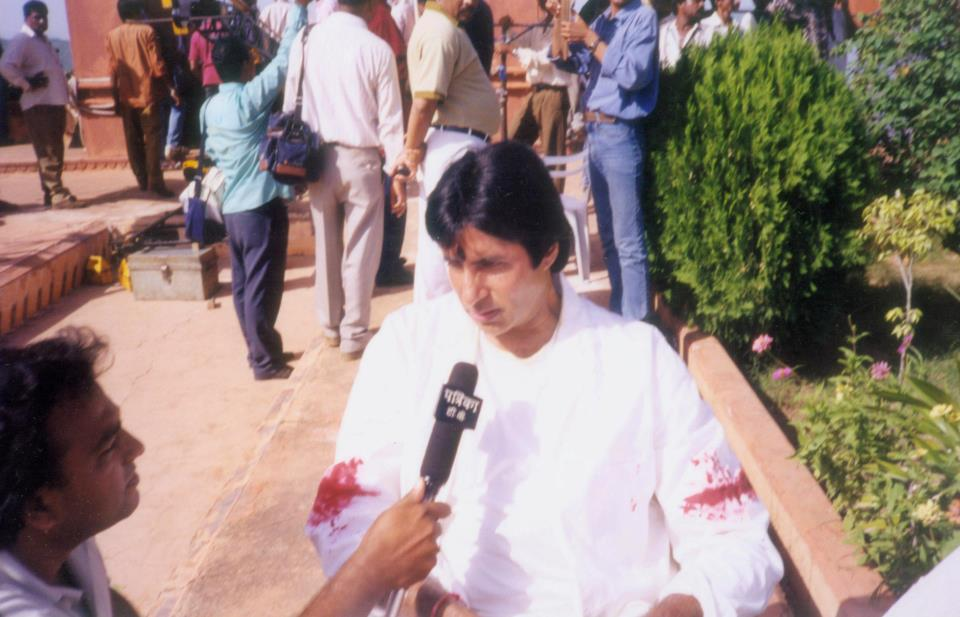
『Lal Baadshah』撮影時のアミターブ・バッチャン

1996年にアミターブ・バッチャン・コーポレーション(ABCL)を設立してプロデューサーに転向した。同社はインドのエンターテインメント業界全般での活動を視野に入れており、映画製作・配給の他にソフト販売やテレビジョン・ソフトウェアの製作、マーケティング、イベントのマネージメント業務などを手掛けた。ABCL設立後に製作した最初の映画は『Tere Mere Sapne』であり、アルシャード・ワールシーとシムランが出演した。
1997年にアミターブはABCL製作の『Mrityudata』で俳優業に復帰しようとした。同作は過去のアクション・ヒーローとしてのアミターブ主演作を彷彿とさせる映画だったが、批評面・興行面で失敗した。ABCLはバンガルールで開催されたミス・ワールド・コンテストのメインスポンサーだったが、イベント開催のため融資を募ったものの返済が困難となり、多額の負債を抱えた。これによりABCLは訴訟を起こされ、同時に経営陣の杜撰な資金管理が明らかとなった。訴訟が続く中、1999年にABCLはインド産業金融再生委員会から「経営破綻企業」の宣告を受け、同年4月にボンベイ高等裁判所はアミターブが所有するボンベイとバンガルールの住宅の売却を命じ、カナラ銀行からの融資分の返済に充てられた。しかし、アミターブは会社の資金集めのためにバンガルールの住宅を抵当に入れている。
アミターブはこうした中で俳優としてのキャリアの復活を目指し、『Bade Miyan Chote Miyan』『Major Saab』で興行的な成功を収め、『Sooryavansham』では批評家から好意的な評価を得たものの、『Lal Baadshah』『Hindustan Ki Kasam』など他の映画は興行的に失敗している。

### 2000年 - 2012年
2000年にアーディティヤ・チョープラーの『Mohabbatein』でシャー・ルク・カーンと共演して同作は興行的な成功を収め、アミターブはフィルムフェア賞助演男優賞を受賞した。これ以降、アミターブは『Ek Rishtaa: The Bond of Love』『家族の四季 -愛すれど遠く離れて-』『Baghban』などのヒット作に出演した。また、『Aks』『ブラインド・ミッション』『Kaante』『Khakee』『Dev』などで批評家から高い評価を受け、『Aks』ではフィルムフェア賞 審査員選出男優賞を受賞している。
2005年にサンジャイ・リーラー・バンサーリーの『Black』に出演して批評家から演技を絶賛され、国家映画賞主演男優賞、フィルムフェア賞主演男優賞、フィルムフェア賞審査員選出男優賞を受賞した。同作で俳優としての復活を印象付けたアミターブは様々なブランドのエンドルーザーとして活動を始め、多くのテレビコマーシャルや広告看板に起用された。2005年から2006年にかけて『Bunty Aur Babli』『Sarkar』『さよならは言わないで』で息子アビシェーク・バッチャンと共演し、それぞれ興行的な成功を収めている。2006年に『Baabul』、2007年に『Eklavya: The Royal Guard』『Nishabd』に出演し、これらは興行的には振るわなかったものの、批評家からは演技を高く評価された。
2007年5月に『チーニー・カム』『ラカンドワーラーの抗争』に出演し、両作とも興行的な成功を収めている。同年8月には『炎』をリメイクした『Aag』に出演するが、同作は批評家から酷評され、興行的にも失敗している。また、リトゥポルノ・ゴーシュの『The Last Lear』にも出演し、これが初の英語映画への出演となった。同作ではアルジュン・ラームパール、プリーティ・ジンタと共演し、同年9月にトロント国際映画祭で初上映された。アミターブは同作で批評家から演技を絶賛された。2008年2月からミーラー・ナーイルが監督する『Shantaram』でジョニー・デップと共演する予定だったが、脚本家のストライキが発生したため同年9月に製作が中断された。後に『Shantaram』の企画は無期限に凍結された。
2008年5月にヴィヴェーク・シャルマの『Bhoothnath』で幽霊役を演じ、同年6月には『Sarkar』の続編『Sarkar Raj』に出演して興行的な成功を収めた。2009年12月には『Paa』で息子アビシェークと共演し、批評家から演技を高く評価され、同作は2009年公開のインド映画興行成績上位作品の一つとなった。アミターブは同作で国家映画賞主演男優賞、フィルムフェア賞主演男優賞を受賞している。2010年にラヴィ少佐の『Kandahar』でモーハンラールと共演し、マラヤーラム語映画デビューした。同作はインディアン航空814便ハイジャック事件を題材とした映画であり、アミターブは無償で出演している。

### 2013年 - 現在
2013年にバズ・ラーマンの『華麗なるギャツビー』でハリウッドデビューし、レオナルド・ディカプリオ、トビー・マグワイアと共演した。2014年には『Bhoothnath』の続編『Bhoothnath Returns』に引き続き出演し、2015年には同年最大のヒット作の一つとなった『ピクー』に出演している。アミターブの演技について、デイリー・ニュース&アナライシスは「『ピクー』でのアミターブの演技は間違いなく、彼の輝けるキャリアのトップ10入りを果たしている」、ラジーヴ・マサンドは「バッチャンはバーシュカル役として素晴らしい演技をします。彼はメイドと口論し、ヘルパーを悲しませ、ピクーが結婚せずに彼の世話をすることを望んでいます。あるシーンでは求婚者を追い払うために、ピクーが処女ではなく経済的にも性的にも自立していることを伝えます。バッチャンはキャラクターの多くの特異性を取り込んでおり、彼のコミカルな演技によって映画が風刺映画に陥ることはありませんでした」、ガーディアンは「バッチャンは彼が演じるキャラクターの特徴を掴み、彼の演技システムのバックアップのお陰もあによって、カーストと結婚に関する会話を非常に面白いものとしている」と批評している。アミターブは同作の演技を評価され国家映画賞主演男優賞、フィルムフェア賞審査員選出男優賞を受賞している。
2016年に女性の性被害を題材にした『ピンク』で引退した老弁護士ディーパク・セーガル役を演じ、興行的に大きな成功を収めた。アミターブの演技も高く評価されており、アヌパマ・チョープラーは「悲壮な威厳をキャラクターに注ぎ込むアミターブ・バッチャンに敬意を表します」、ザ・タイムズ・オブ・インディアのミーナ・アイヤルは「バッチャンのリード・パフォーマンスは隙のない完璧なものです」、インド＝アジアン・ニュースサービスのトロイ・リベイロはニューデリー・テレビジョンに寄稿し、「アミターブ・バッチャンは老弁護士ディーパク・セーガルを抑え込んでいるものの力強い演技で輝いています。彼の演技は調子の良いバリトン声で感情、そして良く練られた脚本を表現しています」とそれぞれ批評している。2017年には『Sarkar 3』に出演し、同年10月にはアヤーン・ムカルジーの『ブラフマーストラ』でランビール・カプール、アーリヤー・バットと共演することが発表された。2018年2月からアーミル・カーン、カトリーナ・カイフ、ファーティマー・サナー・シャイフと共演する『タグ・オブ・ヒンドスタン』の撮影に参加し、同年11月に公開された。同年5月にはウメーシュ・シュクラの『102 Not Out』で27年振りにリシ・カプールと共演した。2019年はスジョイ・ゴーシュの『Badla』に出演し、興行収入13億8000万ルピーを記録するヒット作となった。2020年には『Gulabo Sitabo』でアーユシュマーン・クラーナーと共演してフィルムフェア賞審査員選出男優賞を受賞したが、イムラーン・ハーシュミーと共演した『Chehre』は興行成績は振るわず、批評家からも酷評されている。2022年に出演した『ブラフマーストラ』はヒンディー語映画年間興行成績第1位にランクインするなど興行的に大きな成功を収めたほか、『Jhund』『Runway 34』『Uunchai』は興行成績は振るわなかったものの、批評家からは高い評価を得ている。2024年にはナーグ・アシュウィンの『カルキ 2898-AD』でテルグ語映画デビューし、プラバースと共演している。同作は60億ルピーの製作費が投じられ、アシュヴァッターマン役を演じたアミターブの演技は批評家から絶賛された。また、興行収入も100億ルピーを越えており、インド映画年間興行成績第2位にランクインするなど興行的にも大きな成功を収めている。

## フィルモグラフィー

### 出演

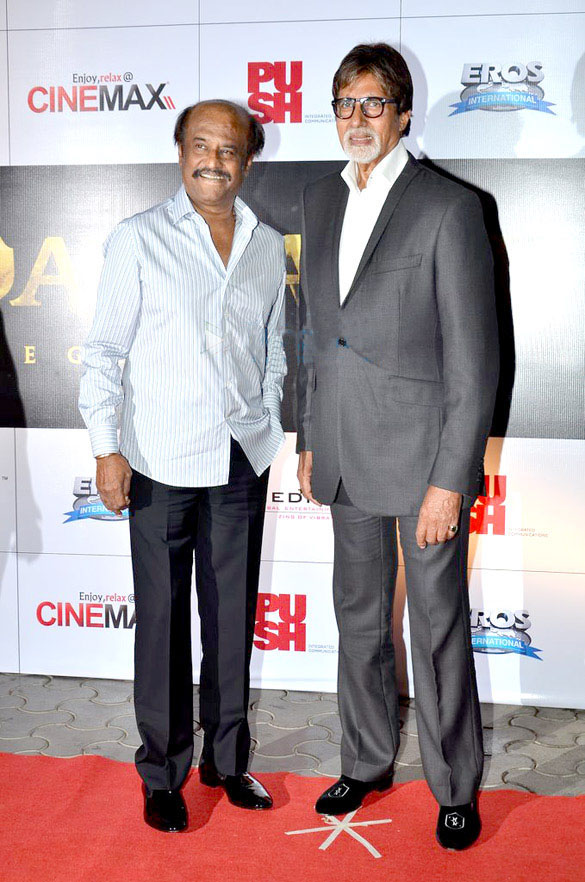
『Kochadaiiyaan』プレミア上映に出席するアミターブ・バッチャンとラジニカーント

- 炎（1975年）
- ドン（英語版）（1978年）
- 黒いダイヤ（英語版）（1979年）
- 苦力 （1983年）
- 火の道（英語版）（1990年）
- タイガー・炎の3兄弟（1991年）
- 家族の四季 -愛すれど遠く離れて-（2001年）
- ブラインド・ミッション（2002年）
- さよならは言わないで（英語版）（2006年）
- チーニー・カム（英語版）（2007年）
- ラカンドワーラーの抗争（英語版）（2007年）
- デリー6（2009年）
- アラジン 不思議なランプと魔人リングマスター（2009年）
- 留保制度 インドvsインド（2011年）
- マダム・イン・ニューヨーク（2012年）
- 華麗なるギャツビー（2013年）
- ピクー（英語版）（2015年）
- ピンク（英語版）（2016年）
- キ&カ 彼女と彼（英語版）（2016年）
- パッドマン 5億人の女性を救った男（2018年）
- タグ・オブ・ヒンドスタン（英語版）（2018年）
- サイラー ナラシムハー・レッディ 偉大なる反逆者（英語版）（2019年）
- ブラフマーストラ（2022年）
- カルキ 2898-AD（2024年）
- 銃弾と正義（英語版）（2024年）

### ボイスオーバー
- ソーム旦那の話（英語版）（1969年）
- チェスをする人（英語版）（1977年）
- ラガーン（2001年）
- 皇帝ペンギン（2005年）
- インパクト・クラッシュ（2017年）
- マニカルニカ ジャーンシーの女王（2019年）

## 俳優以外の活動

### 政治
1984年にアミターブは俳優活動を休止し、長年の友人ラジーヴ・ガンディーをサポートするため政治活動に参加した。彼は第8期ローク・サバー選挙にイラーハーバード選挙区から出馬し、元ウッタル・プラデーシュ州首相のヘムワティ・ナンダン・バフグナを破り、インド政治史上の最高得票率の一つに挙げられる得票率68.2%で初当選した。しかし、1987年にラジーヴ・ガンディー政権下で発覚したボフォース・スキャンダルへの関与を疑われ議員辞職し、無実を訴えるため事件への関与疑惑を報じた新聞社を相手に訴訟を起こした。この疑惑について、2012年に捜査を指揮したスウェーデン警察署長ステン・リンドストロムによってアミターブの関与疑惑は完全に虚偽だったことが明かされ、アミターブの無実が証明されている。
アミターブはABCLが経営危機に陥った際に友人のアマル・シンから経済的な支援を受け、これをきっかけに彼が所属するサマジワディ党を支援するようになった。後に妻ジャヤーはサマジワディ党に入党してラージヤ・サバー議員として活動し、アミターブも政党ポスターや政治集会への出演を通して同党を支援している。一方、政治活動中の発言に対して批判を受けることもある。1984年反シク教徒暴動が発生した際には「blood for blood」のスローガンを掲げて暴動を扇動したとされている（彼自身はこの報道を否定している）。これに関連して、2014年にロサンゼルスの裁判所から「1984年の暴動を扇動した」として召喚されている。
アミターブは映画俳優に対する取材姿勢を巡りスターダスト誌と対立していた。1975年に非常事態宣言が発令された際、アミターブは親交があったガンディー家の影響力を用いてスターダスト誌に圧力をかけたとされている。この結果、他のメディアにも報道規制が課されることになり、スターダスト誌は報復として他の映画雑誌と共にアミターブに関する記事を一切掲載しない協定を結んだ。アミターブもこれに対抗し、主演作の撮影セットに映画雑誌の記者が入ることを禁止した。1982年にアミターブが撮影中に重傷を負った際に一時的な休戦協定が結ばれ事故の記事が掲載されたが、両者の対立は1989年に和解が成立するまで続いた。

### テレビ
2000年に『フー・ウォンツ・トゥ・ビー・ア・ミリオネア』のインド版である『Kaun Banega Crorepati』の司会者に就任した。2005年からのシーズン2でも引き続き司会者を務めたが、2006年に病気に罹ったため降板している。2010年のシーズン4で司会者に復帰し、同番組はインドで最も成功したテレビ番組の一つとなり、アミターブと『Kaun Banega Crorepati』は CNN-IBN賞のインディアン・オブ・ザ・イヤー・エンターテインメント・チームを受賞している。アミターブは最終的に2017年まで司会者を務めた。
2009年に『Bigg Boss』シーズン3の司会者に就任した。シーズン6でも司会者を務め、このシーズン中に同番組は最大視聴率を更新した。2014年には『Yudh』で主役に起用され、テレビドラマデビューした。

### 声優
アミターブは深いバリトンの声で知られており、その声を活かしてナレーターやプレイバックシンガー、イベント司会者として活動している。サタジット・レイはアミターブの声に感銘を受けた一人で、1977年に製作した『チェスをする人』で彼をナレーターに起用している。2001年には『ラガーン』でもナレーターを務め、2005年にはアカデミー長編ドキュメンタリー映画賞を受賞した『皇帝ペンギン』のヒンディー語版でナレーターを務めた。

### 人道支援

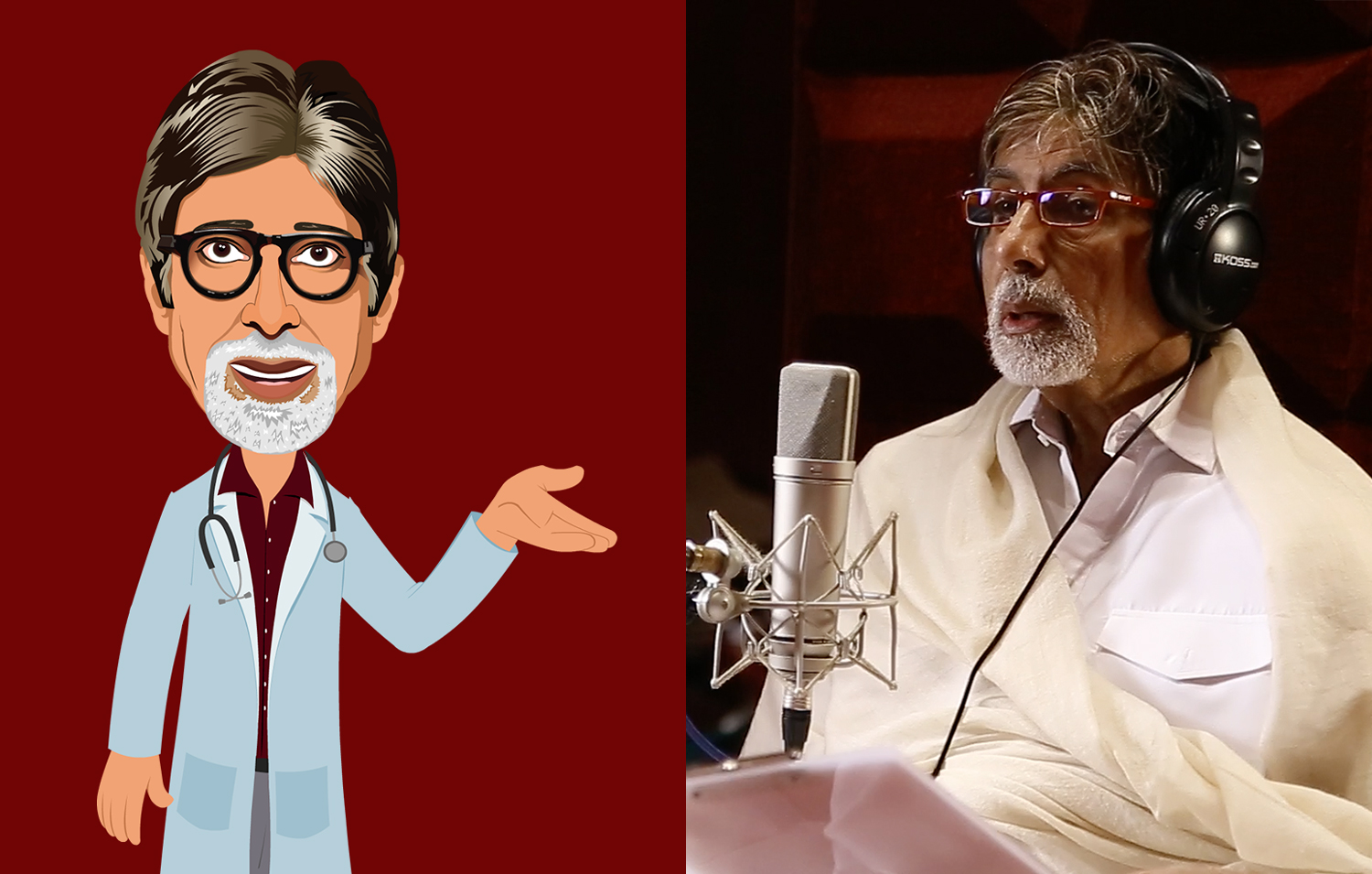
「TeachAIDS」のレコーディング中のアミターブ・バッチャンと彼のイラスト

アミターブは様々な人道支援活動も行っている。2012年にアーンドラ・プラデーシュ州の40人近くの貧困農家の債務返済を支援するため110万ルピーを寄付し、ヴィダルバの100人近い農家にも債務返済支援のため300万ルピーを寄付している。2010年にコーチの医療センターを支援するためレスル・プークティ財団に110万ルピーを寄付し、2012年インド集団強姦事件の際には抗議デモの対処中に負傷・殉職した警察官スバーシュ・チャーンド・トマールの遺族に25万ルピーを寄付している。2013年には父の名前を冠したハリヴァンシュ・ラーイ・バッチャン・メモリアル・トラストを設立し、ウルジャ財団と共同でインド国内の3000世帯の住宅に太陽光発電での電力供給を実施する。2019年6月にはビハール州の2100人の農家が抱える債務を全額返済している。
2002年にポリオ撲滅キャンペーンのUNICEF親善大使に就任した。2013年にバッチャン家はインドの若い女性の権利向上のため活動する慈善団体プラン・インディアに250万ルピーを寄付し、同年にマハーラーシュトラ州警察福祉基金に110万ルピーを寄付している。2014年にはスタンフォード大学が開発したAIDS予防教育ツール「TeachAIDS」のヒンディー語版・英語版製作のために声と画像を提供した。
アミターブはインドの虎の保護を訴える「Save Our Tigers」のキャンペーンにも参加している。また、PETAがコールハープルの寺院で鎖に繋がれていた14歳の象の解放を訴えるキャンペーンを支持している。

### 投資
アミターブは有望なベンチャービジネスに投資している。2013年にジャスト・ダイアルの株式を10%購入し、4600%の利益を受け取っている。彼は金融市場向けのクラウドコンピューティングを取り扱う企業スタンピード・キャピタルの株式を3.4%所有している。また、バッチャン家はアメリカ合衆国のコンサルティング企業Meridian Techの25万2000ドル相当の株式を所有しており、さらにコンテンツ配信プラットフォームのZiddu.comにも投資している。2016年のパナマ文書流出、2017年のパラダイス文書公表によりタックス・ヘイヴンに法人を所有してオフショア投資を行っていたことが報じられた。これに対し、アミターブは報道を否定している。

## 受賞歴
アミターブは長年の俳優活動によって国家映画賞やフィルムフェア賞を始めとした数多くの映画賞や名誉賞を受賞している。1991年に新設されたフィルムフェア賞 生涯功労賞の最初の受賞者となり、2000年にはフィルムフェア賞 スーパースター・オブ・ミレニアムを受賞している。1999年にBBCの「Your Millennium」オンライン投票で「グレイテスト・スター・オブ・ステージorスクリーン」に選ばれ、「西側世界の多くの人々は彼のことを聞いたことがないでしょう……しかし、彼はインド映画の大きな人気を反映しています」と批評している。2001年には映画業界への貢献を認められ、アレクサンドリア国際映画祭で世紀の俳優賞を受賞した。この他にアジア・フィルム・アワード 特別功労賞など複数の国際映画祭で名誉賞を受賞している。
2000年6月、アミターブはマダム・タッソー館に蝋人形が設置された最初のアジア人となった。他の像は2009年にニューヨーク、2011年に香港とバンコク、2012年にワシントンD.C.、2017年にデリーに設置された。2003年にフランス・ドーヴィルの名誉市民となった。1984年にはパドマ・シュリー勲章、2001年にパドマ・ブーシャン勲章、2015年にパドマ・ヴィブーシャン勲章をインド政府から授与されている。1991年に『Khuda Gawah』を撮影した際には、当時のアフガニスタン大統領からアフガニスタン勲章を授与された。2005年にはフランス共和国政府からレジオンドヌール勲章を授与された。2012年7月27日にはロンドンオリンピックの聖火ランナーとしてサザークの最終区間を走った。
2002年にアミターブは自伝『Soul Curry for you and me – An Empowering Philosophy That Can Enrich Your Life』を出版している。1980年代にはアミターブ本人の許可を得た漫画『The Adventures of Amitabh Bachchan』で彼をモデルにしたキャラクター「スプレモ」が登場した。2014年5月にはオーストラリアのラ・トローブ大学にアミターブの名前を冠した奨学金が創設された。2012年にPETAから「最もホットなベジタリアン」に選ばれ、PETAアジア主催の投票では「アジアで最もセクシーなベジタリアン」に選出された。
出身地のイラーハーバードではアミターブの名前を冠したアミターブ・バッチャン・スポーツ・コンプレックス、アミターブ・バッチャン通りが存在する。また、サイファイにも彼の名前を冠したアミターブ・バッチャン・ガバメント・インターカレッジが存在する。シッキム州にはアミターブ・バッチャン滝があり、コルカタにはアミターブを神として崇拝する寺院がある。